# Берман, Борис (пианист)
Бори́с Бе́рман (род. 3 апреля 1948, Москва) — советский и американский пианист, педагог.
Окончил Московскую консерваторию (класс Л. Оборина). Дебютировал в 1965 году. В 1973 году репатриировался в Израиль, в 1979 году переселился в США.
Выступал в ансамблях с Х. Холлигером, Орелем Николе, Шломо Минцем, Дьёрдем Пауком, Натальей Гутман, Мишей Майским.
В репертуаре пианиста — Брамс, Дебюсси, Яначек, Стравинский, Прокофьев, Шостакович, Джон Кейдж, Лучано Берио, Альфред Шнитке.
Преподавал в университете Брандейса, университете Индианы, Йельском университете, вёл мастер-классы в Токио.
Опубликовал книги «Заметки со скамьи пианиста» (англ. Notes from the pianist’s bench; New Haven: Yale UP, 2000, переизд. 2001, 2002) и «Фортепианные сонаты Прокофьева: Путеводитель для слушателя и исполнителя» (англ. Notes from the pianist’s bench; New Haven: Yale UP, 2008).
Берману принадлежат первая аудиозапись всех фортепианных сочинений Прокофьева (фирма Chandos, на 9 CD).

## Семья
Жена — Зина Берман (род. 1948), сотрудник лаборатории молекулярной биологии Йельского университета. Дочь Даниэлла (род. 1985), историк искусств; сын — Илан Берман (род. 1975), юрист, политолог, публицист.